# Visingsö
För andra betydelser, se Visingsö (olika betydelser).
Visingsö är Vätterns största ö med en area på 25 kvadratkilometer. Den ligger i Jönköpings kommun i sjöns södra del, 30 kilometer norr om Jönköping och sex kilometer väster om Gränna vartill ön har färjeförbindelse med Visingsöleden. Ön ligger i Småland och är landskapets näst största ö.
Ön är 14 kilometer lång och dess största bredd är tre kilometer. Största ort på ön är Tunnerstad med 334 invånare. Medans hela ön hade 672 invånare 2024.
I dag är ön kanske mest känd för sina remmalagsvagnar och som ett uppskattat turistmål. Åtskilliga fornlämningar och ruiner, till exempel av Näs slott, minner om att ön, med sitt centrala och lättförsvarade läge, tidigare spelat en stor roll i Sveriges historia.
På Visingsö finns Rysskyrkogården, där 200 av de ryska krigsfångar som dog på ön ligger begravda.

## Historik
Enligt legenden skapades ön av jätten Vist när han kastade ut en tuva i sjön för att hans fru skulle ha något att kliva på när hon tog sig över Vättern. Vist, som själv bara behövde ett steg för att komma över sjön, står i dag staty med Visingsö i händerna vid E4:an utanför Huskvarna.
Gravar från stenåldern och bronsåldern har hittats på ön, och i en bronsåldersgrav hittades bland annat ett miniatyrsvärd av brons, som använts som lyckobringande hänge. Ett stort gravfält med 188 runda högar, sex långhögar, nio treuddar och 93 stensättningar från bland annat förromersk järnålder, kallat Södra Gravfältet, har påträffats på ön. Gravfältet har dock inte gett mycket mer fynd än kol och brända ben från människor jämte obrända från djur, bland annat fåglar. Gravar från vikingatiden har hittats vid Arvidsgård, med bland annat mängder av ben, kol och en bronsnyckel.    
Under 1100- och 1200-talen var Visingsö centrum för den svenska kungamakten. Näs slott anlades på öns södra udde och tjänade som bostad åt bland andra Magnus Ladulås. Under 1600-talet utövade den mäktiga Braheätten sin makt från borgen Visingsborg på öns östra sida. Idag återstår bara ruiner av båda anläggningarna.
År 1819 fick majoren Johan Aron af Borneman i uppdrag att inventera Sveriges alla ekar för att säkra tillgången på timmer åt den svenska flottan efter att Svenska Pommern och dess vidsträckta ekskogar gått förlorade efter Napoleonkrigen. Bornemans rapport ledde till att riksdagen 1828–1830 beslöt, att kronan skulle anlägga en flera hundra hektar stor ekplantage på ön. Före jul 1831 sattes de första ekarna, och vid mitten av 1800-talet hade man planterat cirka 300 000 ekar, varav många finns kvar än idag och upptar en areal på cirka 360 hektar. Ekskogen förvaltas av Statens fastighetsverk. Ekarna är leveransklara för skeppsbyggnad, men teknikutvecklingen har sedan länge gjort dem mer värdefulla som ekfanér till golv, whiskytunnor, inredningsdetaljer till båtar och andra ändamål där man eftersträvar det hårda och kompakta ekträet.
Det har även gjorts försök att odla mullbär på ön.
Under några decennier i början av 1900-talet blev Visingsö internationellt uppmärksammad genom Katherine Tingleys och det Teosofiska samfundets verksamhet på ön, främst världsfredskongressen 1913.

## Institutioner

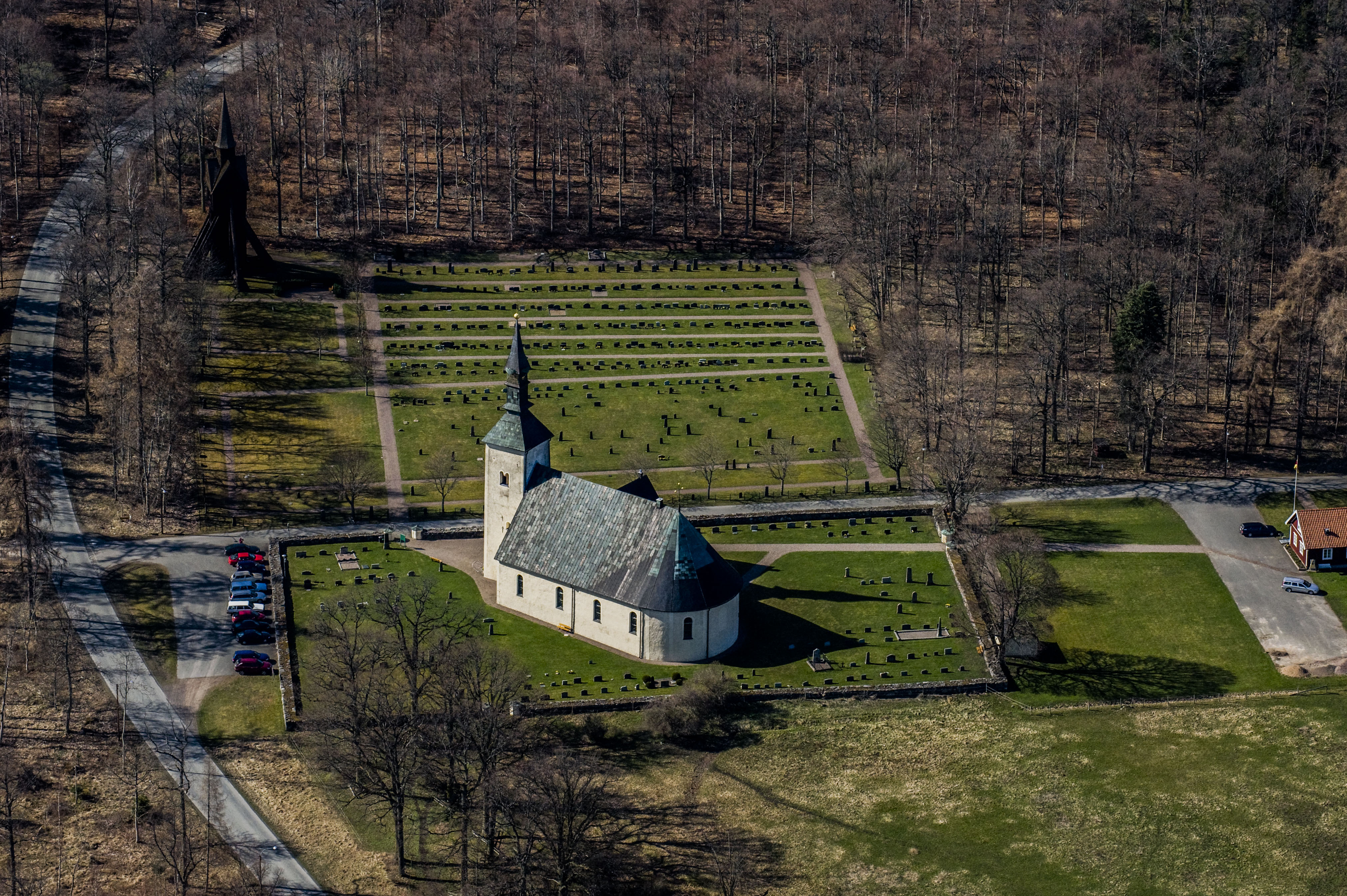
Brahekyrkan från luften

- Brahekyrkan
- Kumlaby kyrka
- Braheskolan
- Stigbyskolan

## Bildgalleri

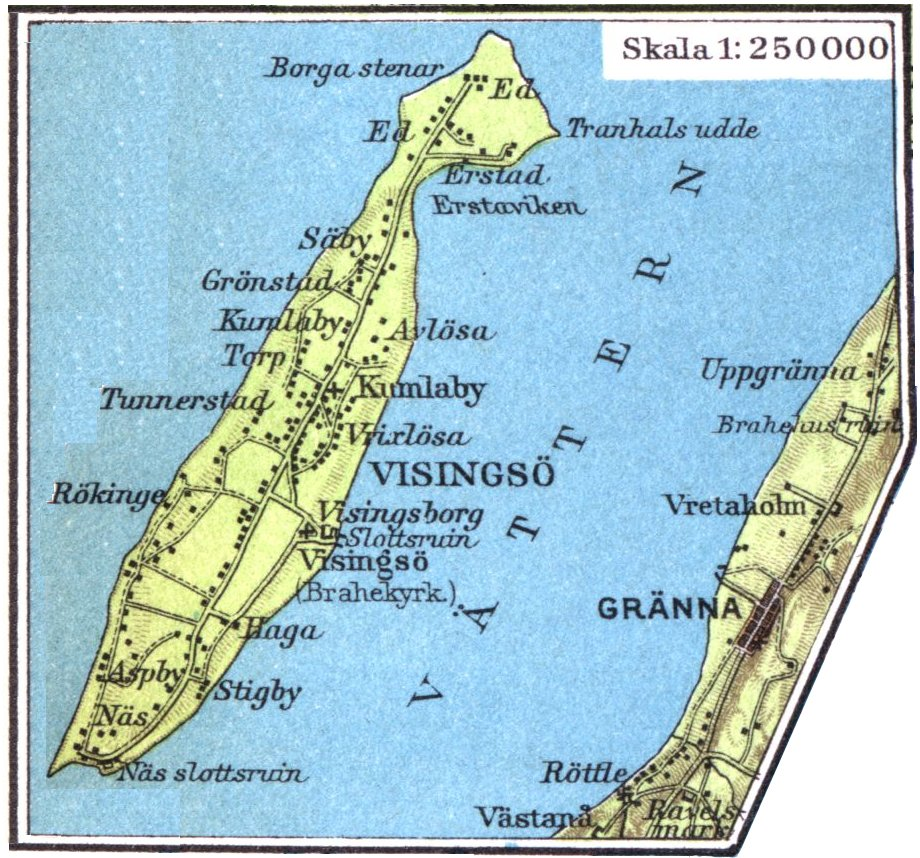
Karta över Visingsö från 1928.
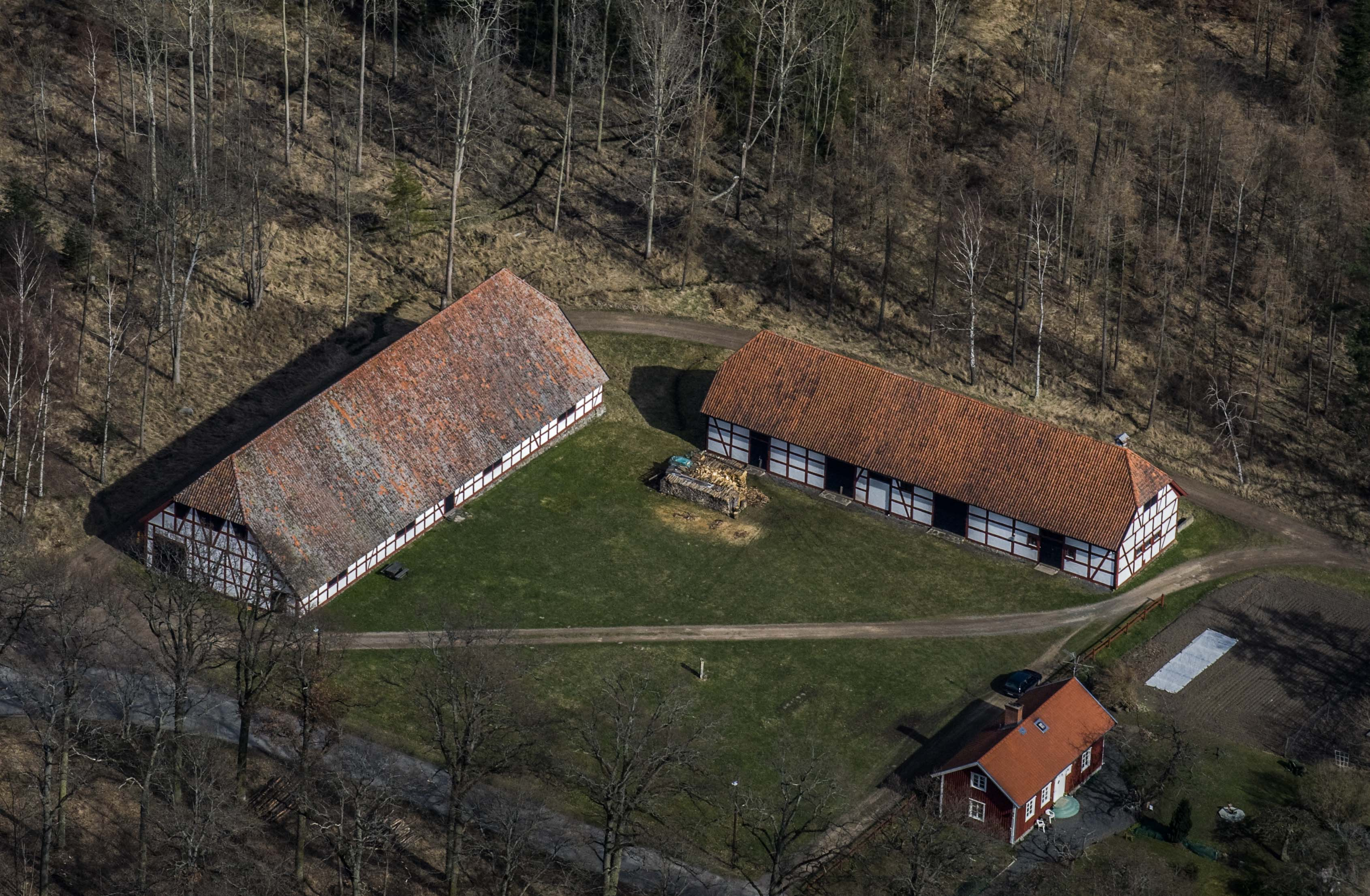
Kungsladugårdarna på Visingsborgs kungsgård
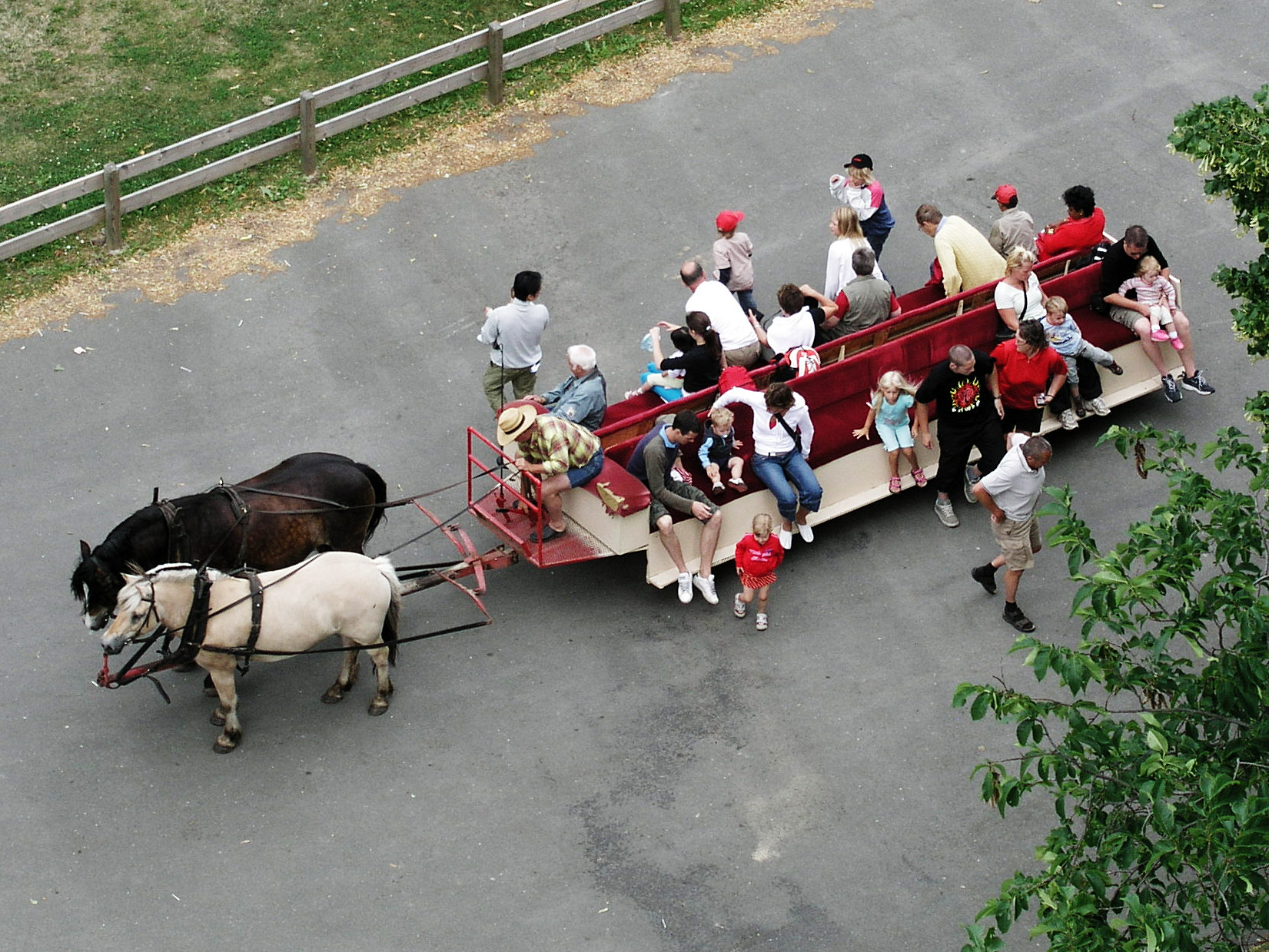
Remmalag.
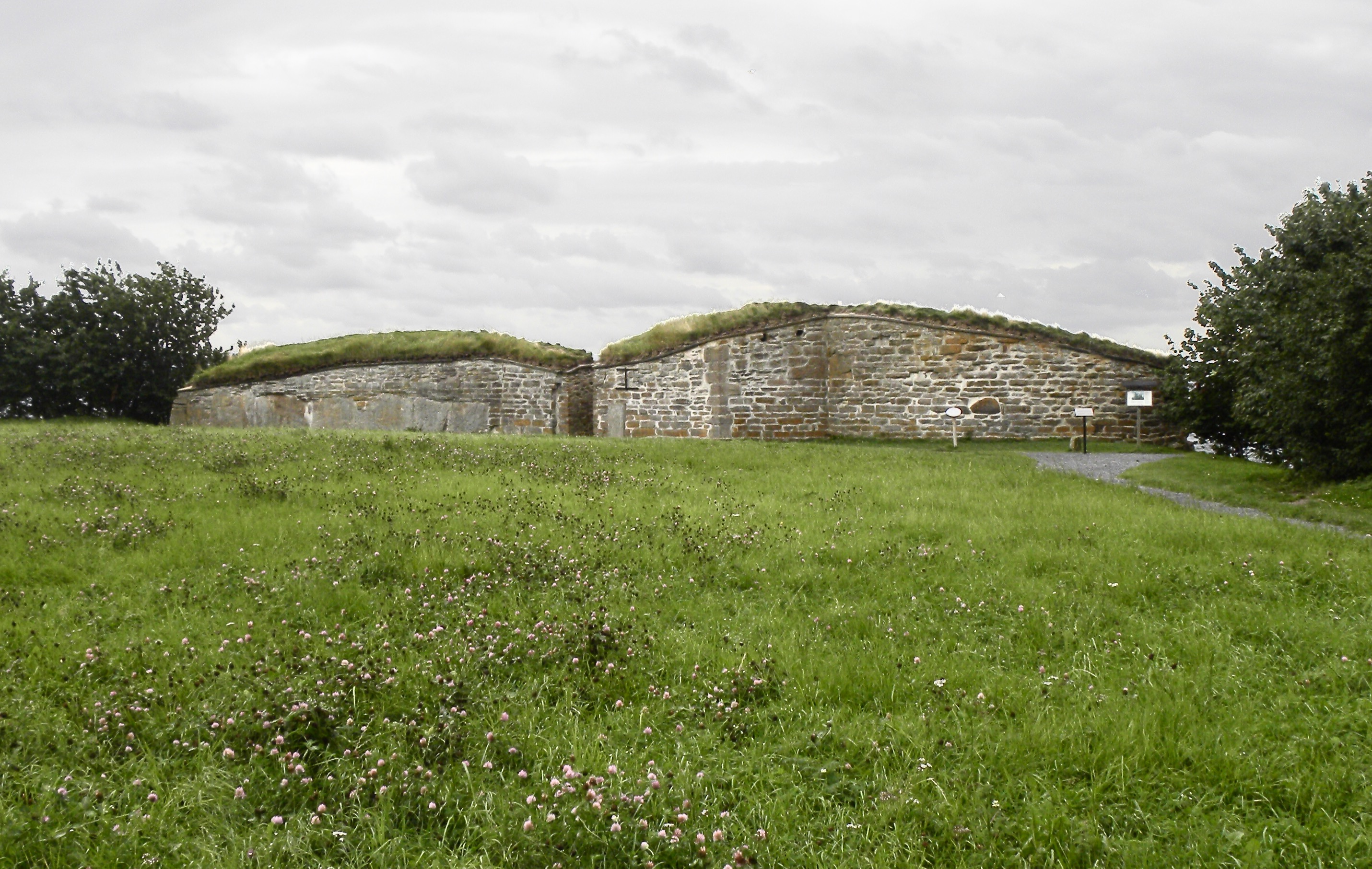
Näs slottsruin på Visingsös sydspets.
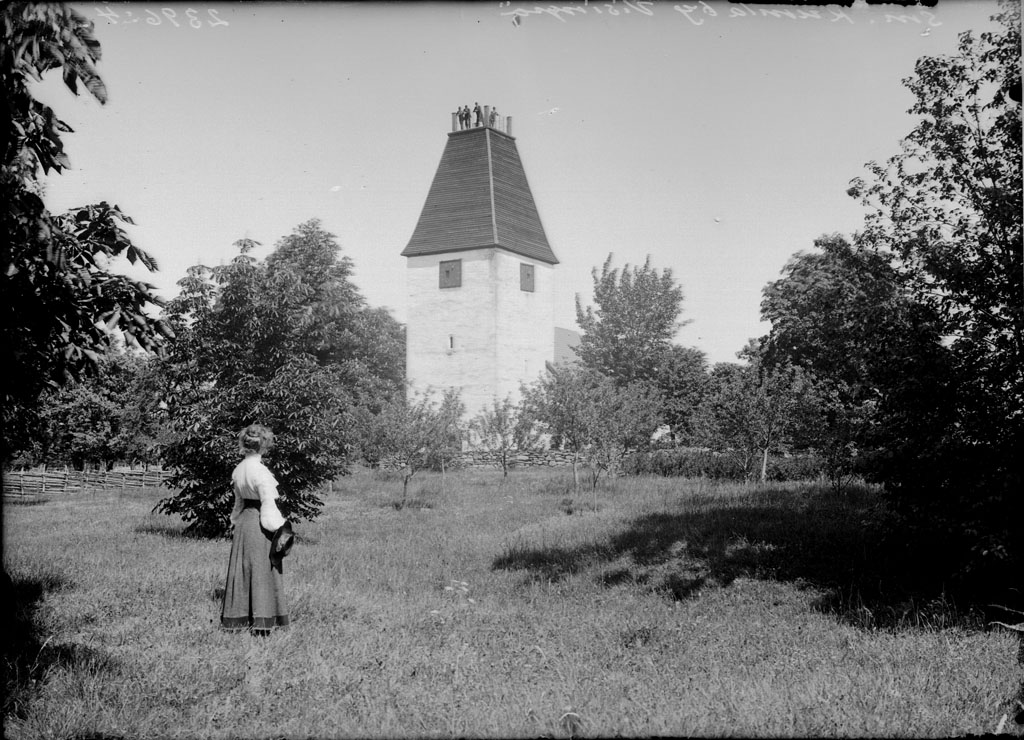
Kumlaby kyrka 1905.
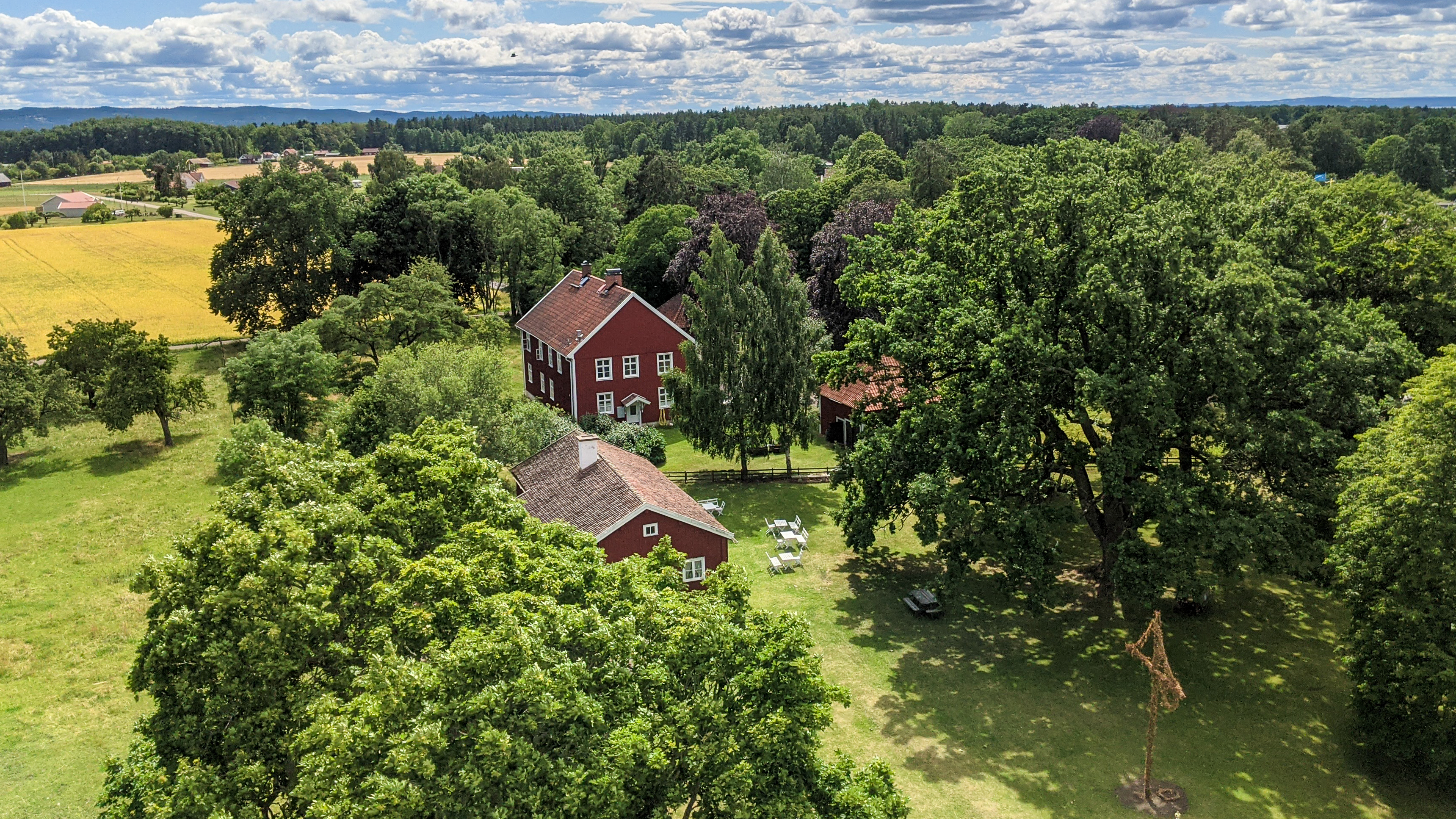
Utsikt från kyrktornet i Kumlaby kyrka